# جرج اندرسون (بازیکن فوتبال، زاده ۱۸۹۳)
جرج اندرسون (انگلیسی: George Anderson؛ ژانویه ۱۸۹۳ – ۱۹۵۹) یک بازیکن فوتبال اهل بریتانیا بود.
از باشگاه‌هایی که در آن بازی کرده‌است می‌توان به باشگاه فوتبال منچستر یونایتد و باشگاه فوتبال بری اشاره کرد.